# Ludwig Edinger
Ludwig Edinger (Worms, 13 de abril de 1855 - 26 de janeiro de 1918) foi um anatomista alemão.